# Peixe Urbano
Peixe Urbano foi a primeira e maior empresa brasileira de e-commerce local. A primeira cidade em que o Peixe Urbano esteve presente foi Rio de Janeiro, seguida de São Paulo, posteriormente se expandindo para todo o Brasil. Em fevereiro de 2021, a empresa encerrou suas atividades com uma dívida de pelo menos R$ 50 milhões.
A empresa foi fundada em março de 2010 por três amigos empreendedores: Julio Vasconcellos, Alex Tabor e Emerson Andrade. O portal já esteve na Argentina, no México e no Chile, e contém mais de 27 milhões de usuários.
Em 9 de outubro de 2014, a empresa chinesa Baidu, dona do segundo maior serviço global de buscas na web, comprou fatia majoritária do Peixe Urbano. 
Em maio de 2015, o cofundador Alex Tabor passa a liderar a empresa, como CEO, e Julio Vasconcellos, que ocupava a função até então, assume a Presidência do Conselho. 

## Evolução
O Peixe Urbano foi pioneiro no modelo de compras coletivas na América Latina. Porém, com o tempo, evoluiu seu modelo de negócios e se reposicionou como uma plataforma de e-commerce local, disponibilizando milhares de ofertas nos segmentos de gastronomia, entretenimento, estética, turismo e produtos. Com o novo modelo, a empresa continua fiel à sua missão de ajudar as pessoas a explorarem o que há de melhor em cada cidade, porém as ofertas ficam no ar por mais tempo e não exigem um número mínimo de compradores. Cada vez mais é possível comprar e usar uma oferta na mesma hora por meio do aplicativo móvel da empresa.

## Prêmios
Em janeiro de 2012, foi a primeira empresa da América Latina a receber o prêmio de Melhor Startup Internacional do Ano pelo Crunchies Awards,, um dos mais conceituados prêmios da área de Internet e tecnologia dos Estados Unidos. Alguns meses depois, o Peixe Urbano foi homenageado pelo governo estadual do Rio de Janeiro, durante cerimônia no Palácio Guanabara, no Rio de Janeiro. O objetivo foi homenagear a empresa pelo estímulo ao empreendedorismo no Estado. 
Antes disso, em dezembro de 2011, o co-fundador e então CEO do Peixe Urbano, Julio Vasconcellos, foi eleito Empreendedor do Ano na Tecnologia pela revista IstoÉ Dinheiro.
Entre outros reconhecimentos, o Peixe Urbano conquistou, em 2012 e 2014, o Prêmio Época ReclameAQUI pela qualidade no atendimento e foi finalista em 2015.

## Crise financeira
No início de 2021, o Peixe Urbano acumulava dívidas milionárias com milhares de estabelecimentos comerciais cujos serviços eram vendidos através de cupons. Além disso, consumidores não conseguiam utilizar os cupons que haviam comprado, nem conseguiam contato com a empresa, fato que levou o Procon a notificar o Peixe Urbano.
O site do Peixe Urbano saiu do ar em fevereiro de 2021, e a empresa demitiu 130 dos seus 150 funcionários. A indenização não foi paga a nenhum deles e a empresa, questionada, afirmou que não tinha dinheiro, tendo seus computadores penhorados por ordem judicial.